# Ganisa niassana
Ganisa niassana är en fjärilsart som beskrevs av Rothschild 1917. Ganisa niassana ingår i släktet Ganisa och familjen Eupterotidae. Inga underarter finns listade i Catalogue of Life.